# Tim McGraw
Samuel Timothy McGraw (Start, Luisiana; 1 de mayo de 1967), conocido artísticamente como Tim McGraw es un cantante de música country y actor estadounidense. Ganador de dos Premios Grammy. Ha participado en películas como Flicka (2006) o The Blind Side (2009).

## Biografía
Tim McGraw nació el 1 de mayo de 1967 en Delhi, Luisiana, Estados Unidos. No sabía quién era su padre hasta que encontró su partida de nacimiento en la que ponía, Frank McGraw, entrenador de béisbol, posteriormente adoptaría su apellido. Su padre era de ascendencia escocesa e irlandesa y su madre de ascendencia irlandesa e italiana. Cuando era niño jugaba como pitcher (lanzador), bajo el nombre de Tug McGraw, tenía su tarjeta de jugador colgada en la pared de su dormitorio, posteriormente descubrió que su entrenador era su padre. Pronunció un discurso al graduarse en el año 1985. Además es miembro de Pi Kappa Alpha Fraternity y tiene dos hermanas.
Se casó con la cantante Faith Hill el 6 de octubre de 1996 y han tenido tres hijos, Gracie Katherine (n. 1997), Maggie Elizabeth (n. 1998) y Audrey Caroline (n. 2001). En 2007 la revista Forbes estimó sus ganancias en dicho año alrededor de 37 millones de dólares. En el año 2009 lanzó al mercado su propia fragancia, bajo el nombre de "McGraw".
Tim McGraw es el padrino de Rhodes Hedlund, el primer hijo de Garrett Hedlund y Emma Roberts.

## Carrera

### Cine
Tim McGraw ha trabajado como actor, productor musical y ha participado en la banda sonora de numerosas películas. En su faceta de actor destacan sus intervenciones en cintas como Friday Night Lights (2004) que estaba protagonizada por Billy Bob Thornton, el drama Flicka (2006) que protagonizaba junto a Alison Lohman y Maria Bello, el thriller The Kingdom (2007) en la que aparecía junto a Jamie Foxx y Jennifer Garner y la comedia Four Christmases (2008), con Reese Witherspoon y Vince Vaughn, siendo esta última un considerable éxito de taquilla. Su participiación más exitosa en cine y por la que es más conocido se produjo con su interpretación de Sean Tuohy en el drama The Blind Side (2009), protagonizado por Sandra Bullock. La producción recibió el Óscar a la mejor actriz para Bullock y una candidatura al Óscar a la mejor película, asimismo fue un extraordinario éxito en taquilla, recaudando más de 300 millones en todo el mundo. Posteriormente aparecería en el drama musical Country Strong (2010) con Gwyneth Paltrow y en Dirty Girl (2011) esta vez con actores como Milla Jovovich, Mary Steenburgen y William H. Macy. 

### Televisión
En 2021 protagonizó junto a su mujer Faith Hill la serie producida por MTV Entertainment Studios 1883, un wéstern que es precuela Yellowstone, transmitida en Paramount Network.

### Bandas sonoras
Por otro lado ha interpretado vocalmente las bandas sonoras de películas como Something to Talk About (1995), en la que interpretaba "I Like it, I Love it", Driven (2001) cantando "Take Me Away From Here"; cantaría "My Little Girl" para Flicka (2006) y "Southern Voice" para The Blind Side (2009). Asimismo ha participado en programas de televisión estadounidenses como en la gala de los 47th Annual Grammy Awards o en los aclamados programas Saturday Night Live en 2008 y Late Show with David Letterman en 2009. En este mismo terreno, pero ejerciendo de productor musical, ha producido algunos discos de la discografía de Jo Dee Messina y los shows Tim McGraw: Here and Now (2004) y Tim McGraw: Reflected (2006), que también escribió.
Se le referencia en «Tim McGraw», el es el sencillo debut de la cantante y compositora estadounidense Taylor Swift, quien lo escribió junto a Liz Rose para su primer álbum de estudio homónimo de 2006.

## Discografía

### Álbumes de estudio
- Tim McGraw (1993)
- Not a Moment Too Soon (1994)
- All I Want (1995)
- Everywhere (1997)
- A Place in the Sun (1999)
- Set This Circus Down (2001)
- Tim McGraw and the Dancehall Doctors (2002)
- Live Like You Were Dying (2004)
- Let It Go (2007)
- Southern Voice (2009)
- Emotional Traffic (2012)
- Two Lanes of Freedom (2013)
- Sundown Heaven Town (2014)
- Damn Country Music (2015)
- Here on earth (2020)
- Standing Room Only (2023)

### Álbumes Colaborativos
- The Rest of Our Life (con Faith Hill)

### Álbumes de compilaciones
- Greatest Hits (2000)
- Reflected: Greatest Hits Vol. 2 (2006)
- Greatest Hits: Limited Edition (2008)
- Collector's Edition (2008)
- Greatest Hits 3 (2008)
- Limited Edition: Greatest Hits: Volumes 1, 2 & 3 (2008)
- Number One Hits (2010)
- Tim McGraw & Friends (2013)
- Love Story (2014)
- 35 Biggest Hits (2015)
- McGraw: The Ultimate Collection (2016)
- The Biggest Hits (2019)
- McGraw Machine Hits: 2013-2019 (2020)